# Умирин
Умирин (порт. Umirim)  —  муниципалитет в Бразилии, входит в штат Сеара. Составная часть мезорегиона Север штата Сеара. Входит в экономико-статистический  микрорегион Урубуретама. Население составляет 18 830 человек на 2006 год. Занимает площадь 326,496 км². Плотность населения — 57,7 чел./км².

## Статистика
- Валовой внутренний продукт на 2003 составляет 27.270.880,00 реалов (данные: Бразильский институт географии и статистики).
- Валовой внутренний продукт на душу населения на 2003 составляет 1.502,69 реалов (данные: Бразильский институт географии и статистики).
- Индекс развития человеческого потенциала на 2000 составляет 0,578 (данные: Программа развития ООН).